# Omorphina aurantiaca
Omorphina aurantiaca är en fjärilsart som beskrevs av Alphéraky 1892. Omorphina aurantiaca ingår i släktet Omorphina och familjen nattflyn. Inga underarter finns listade i Catalogue of Life.